# La Neuveville-sous-Montfort
La Neuveville-sous-Montfort è un comune francese di 178 abitanti situato nel dipartimento dei Vosgi nella regione del Grand Est.

## Società

### Evoluzione demografica
Abitanti censiti